# Eliza Seymour
Lady Eliza Horatia Frederica Seymour, viscontessa Clifden (16 luglio 1833 – 23 aprile 1896), è stata una nobildonna inglese.

## Biografia
Era la figlia di Frederick Charles William Seymour, e di sua moglie, Lady Augusta Hervey.

## Matrimonio
Sposò, il 23 settembre 1861, Henry Agar-Ellis, III visconte di Clifden Gowran (25 febbraio 1825-20 febbraio 1866), figlio di George James Welbore Agar-Ellis, I barone Dover, e di sua moglie, Lady Georgiana Howard. Ebbero tre figli:
- Lucy Mary Georgiana Agar-Robartes (1862-20 ottobre 1864)
- Lady Lilah Georgiana Augusta Costanza Agar-Ellis (6 agosto 1862-27 gennaio 1944), sposò Luke White, III barone di Annaly e Rathcline, ebbero tre figli;
- Henry George Agar-Ellis, IV visconte di Clifden Gowran (2 settembre 1863-28 marzo 1895).

Sposò, il 12 ottobre 1875, sir Walter George Stirling di Faskine, III Baronetto. Ebbero una figlia:
- Evelyn Maria Stirling, sposò Francis Anthony Labouchere, ebbero due figli.

## Morte
Morì il 23 aprile 1896, all'età di 62 anni.
Ha ricoperto la carica di Lady of the Bedchamber della regina Vittoria tra il 1867 e il 1872.

## Ascendenza
|                                          |                                       |                                       | Genitori                             |  |  | Nonni |  |  | Bisnonni                                       |  |  | Trisnonni                               |  |
|                                          |                                       |                                       |                                      |  |  |       |  |  | Francis Seymour-Conway, I marchese di Hertford |  |  | Francis Seymour-Conway, I barone Conway |  |
|                                          |                                       |                                       |                                      |  |  |       |  |  | Francis Seymour-Conway, I marchese di Hertford |  |  | Francis Seymour-Conway, I barone Conway |  |
|                                          |                                       | Charlotte Shorter                     |                                      |  |  |       |  |  | Francis Seymour-Conway, I marchese di Hertford |  |  |                                         |  |
| Hugh Seymour-Conway                      |                                       |                                       |                                      |  |  |       |  |  | Francis Seymour-Conway, I marchese di Hertford |  |  |                                         |  |
|                                          |                                       | Isabella FitzRoy                      | Charles FitzRoy, II duca di Grafton  |  |  |       |  |  |                                                |  |  |                                         |  |
|                                          |                                       | Isabella FitzRoy                      | Charles FitzRoy, II duca di Grafton  |  |  |       |  |  |                                                |  |  |                                         |  |
|                                          |                                       | Isabella FitzRoy                      | Henrietta Somerset                   |  |  |       |  |  |                                                |  |  |                                         |  |
| Frederick Charles William Seymour-Conway |                                       | Isabella FitzRoy                      |                                      |  |  |       |  |  |                                                |  |  |                                         |  |
|                                          |                                       | James Waldegrave, II conte Waldegrave | James Waldegrave, I conte Waldegrave |  |  |       |  |  |                                                |  |  |                                         |  |
|                                          |                                       | James Waldegrave, II conte Waldegrave | James Waldegrave, I conte Waldegrave |  |  |       |  |  |                                                |  |  |                                         |  |
|                                          |                                       | James Waldegrave, II conte Waldegrave | Mary Webb                            |  |  |       |  |  |                                                |  |  |                                         |  |
| Anne Horatia Waldegrave                  |                                       | James Waldegrave, II conte Waldegrave |                                      |  |  |       |  |  |                                                |  |  |                                         |  |
|                                          |                                       | Maria Walpole                         | Edward Walpole                       |  |  |       |  |  |                                                |  |  |                                         |  |
|                                          |                                       | Maria Walpole                         | Edward Walpole                       |  |  |       |  |  |                                                |  |  |                                         |  |
|                                          |                                       | Maria Walpole                         | Dorothy Clement                      |  |  |       |  |  |                                                |  |  |                                         |  |
| Eliza Seymour-Conway                     |                                       | Maria Walpole                         |                                      |  |  |       |  |  |                                                |  |  |                                         |  |
|                                          | Frederick Hervey, IV conte di Bristol | John Hervey, II barone Hervey         |                                      |  |  |       |  |  |                                                |  |  |                                         |  |
|                                          | Frederick Hervey, IV conte di Bristol | John Hervey, II barone Hervey         |                                      |  |  |       |  |  |                                                |  |  |                                         |  |
|                                          | Frederick Hervey, IV conte di Bristol | Mary Lepell                           |                                      |  |  |       |  |  |                                                |  |  |                                         |  |
| Frederick Hervey, I marchese di Bristol  | Frederick Hervey, IV conte di Bristol |                                       |                                      |  |  |       |  |  |                                                |  |  |                                         |  |
|                                          |                                       | Elizabeth Davers                      | Jermyn Davers, IV baronetto          |  |  |       |  |  |                                                |  |  |                                         |  |
|                                          |                                       | Elizabeth Davers                      | Jermyn Davers, IV baronetto          |  |  |       |  |  |                                                |  |  |                                         |  |
|                                          |                                       | Elizabeth Davers                      | Margaretta Green                     |  |  |       |  |  |                                                |  |  |                                         |  |
| Augusta Hervey                           |                                       | Elizabeth Davers                      |                                      |  |  |       |  |  |                                                |  |  |                                         |  |
|                                          |                                       | Clotworthy Upton, I barone Templetown | John Upton                           |  |  |       |  |  |                                                |  |  |                                         |  |
|                                          |                                       | Clotworthy Upton, I barone Templetown | John Upton                           |  |  |       |  |  |                                                |  |  |                                         |  |
|                                          |                                       | Clotworthy Upton, I barone Templetown | Mary Upton                           |  |  |       |  |  |                                                |  |  |                                         |  |
| Elizabeth Albana Upton                   |                                       | Clotworthy Upton, I barone Templetown |                                      |  |  |       |  |  |                                                |  |  |                                         |  |
|                                          |                                       | Elizabeth Templetown                  | Shuckburgh Boughton                  |  |  |       |  |  |                                                |  |  |                                         |  |
|                                          |                                       | Elizabeth Templetown                  | Shuckburgh Boughton                  |  |  |       |  |  |                                                |  |  |                                         |  |
|                                          |                                       | Elizabeth Templetown                  | Mary Greville                        |  |  |       |  |  |                                                |  |  |                                         |  |
|                                          |                                       | Elizabeth Templetown                  |                                      |  |  |       |  |  |                                                |  |  |                                         |  |